# نهائي دوري أبطال إفريقيا 2009
نهائي دوري أبطال أفريقيا 2009 هي المباراة النهائية للنسخة 45 إما هي المباراة النهائية للنسخة الثالثة عشر بالنظام الجديد .
وتوج بها تي بي مازيمبي الكونغولي على حساب هارتلاند النيجيري .

## الفرق
| الفرق         | وصول سابق (الخط الغليظ يشير إلى بطل تلك النسخة) |
| ------------- | ----------------------------------------------- |
| تي بي مازيمبي | 4 (1967 ، 1968 ، 1969 ، 1970)                   |
| هارتلاند      | 1 (1988)                                        |

## النهائي
| هارتلاند                | 1-2   | تي بي مازيمبي |
| ----------------------- | ----- | ------------- |
| أوسانغا 24' · أوغبا 80' | تقرير | مبوتو 23'     |

| تي بي مازيمبي                 | 0-1   | هارتلاند |
| ----------------------------- | ----- | -------- |
| أومودياغبي 73' (هدف في مرماه) | تقرير |          |